# Эльбасанское письмо
Эльбасанское письмо — созданная в середине (по другим источникам — во второй половине) XVIII века алфавитная письменность, использовавшаяся для албанского языка. Название получила от города Эльбасан, в котором была изобретена. В основном использовалась в окрестности Эльбасана и Берата.
Начертание символов, возможно, основано на греческой письменности. Автор — албанский учитель Теодор Хаджи Филипп (Theodhor Haxhifilipi, 1730—1806).
Поскольку после войны нашёлся ещё один алфавит и тоже из Эльбасана (алфавит Эльбасанского евангелия), к концу XX века стало применяться другое название — алфавит Тодри, в честь прозвища автора «учитель Тодри». Под именем «алфавит Тодри» данный алфавит вошёл в Юникод 16.
Письменность использовалась достаточно редко, обычно вместе с другим местным видом письменности: алфавит Бютакукье.
Дэвид Дирингер указывает, что, возможно, создание местных письменностей в Албании преследовало цель сокрытия содержания текстов от турецких властей; эти письменности, таким образом, осуществляли функцию шифра или тайнописи.